# Marie-Joanne Boucher
Marie-Joanne Boucher est une actrice québécoise née le 29 mars 1975 à Chicoutimi.

## Filmographie
- 1996-2003 : Virginie (Claudie)
- 2000 : Un petit vent de panique
- 2005-2011: Providence  (Marie-Eve)
- 2014-2016 : O' (Claudine)
- 2016 : Mes petits malheurs (Femme de Jeffy)
- 2017 : Max et Livia (Mère de Tommy Gervais)
- 2017 : Olivier (Gisèle)
- 2017-2022 : District 31 (Stéphanie Dubreuil)
- 2022 : Sans rendez-vous (Pascale)
- 2022-2024 : Le bonheur (Judith)
- 2023-2025 : Sorcières (Elizabeth "Beth" Lussier)